# ケーエスエンタープライズ
株式会社ケーエスエンタープライズは、岩手県九戸郡軽米町に本社を置く玉姫グループの企業である。
本業の葬祭業のほか、バス事業（貸切バス及び路線バス）も営んでいる。

## 沿革
- 1977年2月 - 設立。
- 2008年3月28日 - 軽米町コミュニティバスの運行が東北運輸局より許可される。

## 葬祭業
- にのへセレモニーホール
- 軽米セレモニーホール
- くのへセレモニーホール

## バス事業
- セントレア交通の名称で、貸切バスのほか、乗合事業として軽米町コミュニティバスの運行受託を行なっている。社団法人日本バス協会の会員にはなっていない。
- 同一の会社で葬祭業とバス事業を営んでいるため、葬祭業の送迎専用車としてセントレア交通表記の白ナンバー車も存在する。
- 過去には仙台営業所（宮城県岩沼市）や福島営業所を開設していたこともあるが、現在は本社営業所のみ。

### 路線バス

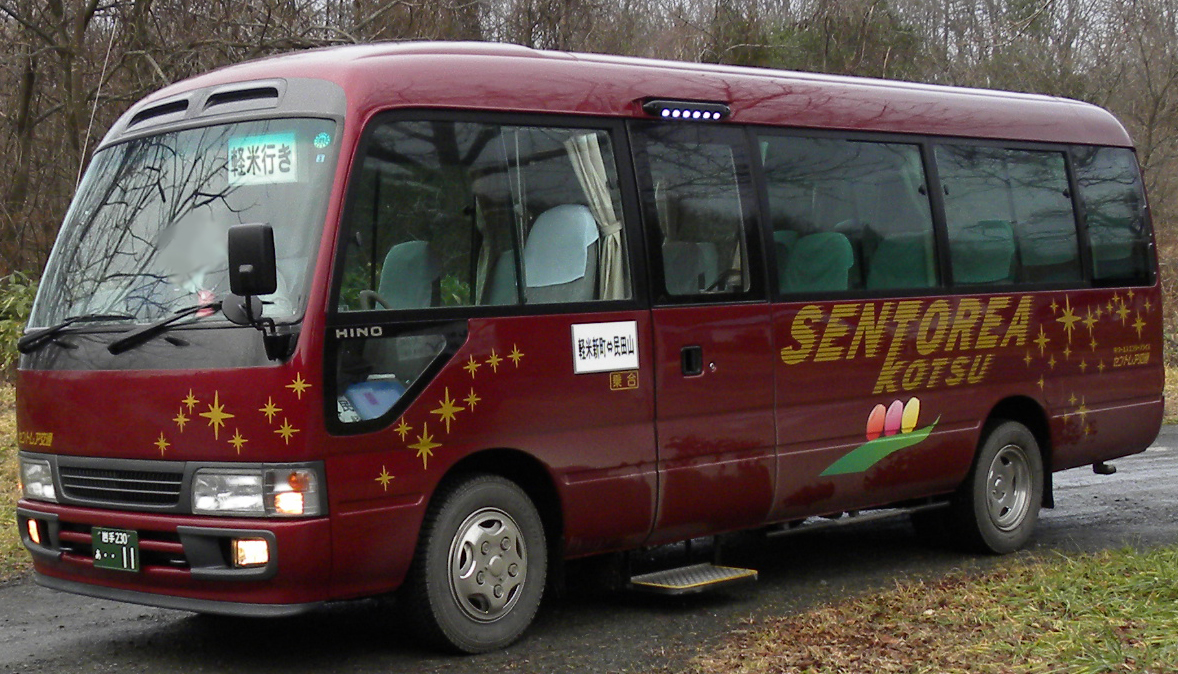
軽米町コミュニティバス（民田山線）の車両

- 軽米町コミュニティバスを受託運行している。運行路線は以下の通り（括弧内は一部便のみ経由）。

民田山線
- - 軽米新町 - 軽米 - 上舘 - （小軽米中入口） - フォリストパーク - 民田山

鶴飼線
- - 軽米新町 - 軽米 - 上増子内 - 大道口 - （下向） - 大道口 - 鶴飼

2路線とも土曜・日曜・祝祭日及び年末年始（12/29～1/3）は運休。但し、市日（毎月2日・12日・22日）及び9月の祭典のときは、運休対象日であっても運行される。